# Frankenberg, Albeck
Frankenberg je naselje v Občini Albeck v Okraju Trg na Koroškem v Avstriji.